# Åkersberga
Åkersberga er et byområde i Uppland og er hovedbyen i Österåkers kommune, Stockholms län i Sverige. I 2005 var indbyggertallet 26.727.

## Historie
Byområdet Åkersberga opstod i Österåkers kommune på grund af jernbanen og den korte afstand til Stockholm. I begyndelsen af 1900-tallet blev jernbanen Södra Roslags Kustbana anlagt, og blev en relativ hurtig og vejruafhængig forbindelse med hovedstaden. I 1901 blev der opført en station, på en grund tilhørende gården Berga. For at skelne mellem den og andre stationer med samme navn, omtaltes den som "Åkers Berga", dvs. "Berga i Åkers skeppslag". Senere skrev man navnet med bindestreg og slutteligt blev det nutidige navn Åkersberga dannet. Virksomheden AB Åkersberga-Trälhavet forlængede banen med to stationer, Tunagård og den nuværende endestation Österskär, områder der blev bebygget med villaer.
Ved Åkersberga station opstod forretninger, posthus, skole og kommunekontor. Fra 1930'erne blev både Åkersberga og Österskär regnet for ikke-administrative byområder med 286 hhv. 277 indbyggere (1935). Fra 1950 blev de to byer anset som sammenvoksede, og udgjorde dermed med et fælles indbyggertal på 1.197 en forstad til Stockholm, samtidig med at opdelingen af ikke-administrative og administrative byområder (stad, köping og municipalsamhälle) ophørte. Da det officielle hovedbysbegreb (centralort) blev indført i 1971, blev Åkersberga hovedby i Österåkers kommune. I årene 1974 til 1983, hed kommunen Vaxholm, og Åkersberga var da også hovedby for de områder, der tidligere udgjorde Vaxholm købstad.
I 1990'erne blev indkøbscenteret Skutan bygget og gennemfartsvejen blev overdækket.

## Postdistrikt
Postdistriktet Åkersberga omfatter større dele af Österåkers kommune, bortset fra Österskär, som fra gammel tid har eget postdistrikt.

## Transport
Jernbanen Roslagsbanan løber gennem Åkersberga, og der er flere stationer i byområdet. Fra Åkersberga station afgår der busser til blandt andre Ljusterö, Danderyd og Norrtälje samt Kista ved den nye vej Norrortsleden.